# 香港有線電視荷里活影院
香港有線電視荷里活影院（HMC，Hollywood Movies Channel），是香港有線電視的其中一個電影頻道，主要播放荷里活電影。頻道以主要以英語廣播（廣告時段部份廣告以粵語廣播），播出節目時附加中文字幕。與HBO系列頻道和STAR Movies不同的是，HMC播放電影時會有廣告插播。

## 歷史
頻道原為香港有線電影3台。香港有線電視在2006年1月3日對其電影頻道平臺進行大改革，原有的電影一台繼續播放香港本土製作的電影；電影二台改為在第42頻道播放，並大幅延長播放時間至每日24小時，繼續播放日韓及外語等電影。電影3台更名為香港有線電視荷里活影院（簡稱HMC），並改於第40頻道播放。2007年1月3日起改於第43頻道播放。2007年3月28日起再分拆香港有線電視荷里活影院二台（HMC2）（原HMC改稱HMC1，以資識別），於第44頻道播放。2011年6月30日起，HMC1推出高清版本hd243，節目與HMC1同步播放。2012年1月31日早上5時30分起，HMC2正式停播，而HMC1已於2012年1月30日起再次改稱為HMC，高清台hd243則維持不變。2012年5月1日起，hd243正名為HMC HD。2018年4月17日早上6時起，HMC HD台號由第243頻道改為第217頻道。2018年5月24日早上6時起，HMC台號由第43頻道改為第252頻道。
2019年12月3日起，有線電視重新整合電影平台頻道以配合高清化，有線電影一台、HMC、有線經典電影台將合併為有線電影台（HD：ch201/SD：ch251）繼續播放原於有線經典電影台及HMC播放的節目。

## 外部連結
- 香港有線電視 （页面存档备份，存于）